# Palaeoamasia kansui
La paleoamasia (Palaeoamasia kansui) è un mammifero erbivoro estinto, appartenente agli embritopodi. Visse nell'Eocene medio (circa 45 milioni di anni fa) e i suoi resti fossili sono stati ritrovati in Turchia.

## Descrizione
Questo animale è conosciuto solo per alcuni scarsi resti fossili ritrovati in Turchia, nella zona di Eski Celtek (Anatolia centrale) e di Bultu-Zile (Turchia nordorientale). I fossili riguardano principalmente materiale cranico, e permettono di ricostruire almeno in parte l'aspetto di Palaeoamasia. Al contrario del suo più famoso parente, Arsinoitherium, Palaeoamasia era sprovvisto di corna sul cranio. I denti, benché simili a quelli di Arsinoitherium, erano a corona bassa, anche se bilofodonti (ovvero, le quattro cuspidi dei molari erano unite da due creste trasversali). È probabile che anche Palaeoamasia possedesse un corpo massiccio, sorretto da zampe colonnari.

## Classificazione
Palaeoamasia kansui è stato descritto per la prima volta nel 1966, ed è stato considerato a lungo il più antico e basale membro degli embritopodi, un gruppo di mammiferi di incerta collocazione sistematica, tipici del Terziario inferiore e il cui rappresentante più noto è Arsinoitherium.
Palaeoamasia è attualmente considerato un membro della famiglia Palaeoamasiidae, comprendente altri embritopodi primitivi come Hypsamasia (anch'esso rinvenuto in Turchia) e Crivadiatherium della Romania.

## Paleoecologia
I fossili di Palaeoamasia sono stati ritrovati in ligniti che, un tempo, si formarono in paludi e laghi. Ciò corrobora l'interpretazione che tutti gli embritopodi fossero semiacquatici.